# 馬氏舌鰨
馬氏舌鰨為輻鰭魚綱鰈形目鰨亞目舌鰨科的其中一種，為亞熱帶海水魚，分布於西印度洋莫三比克Delagoa至南非德班海域，棲息深度可達132公尺，本魚上側面全身褐色，尾鰭、背鰭與臀鰭後面的部分黑色，體長可達35公分，棲息在底層水域，以底棲性無脊椎動物為食，生活習性不明。

## 扩展阅读
維基物種上的相關：馬氏舌鰨